# Les Noës
Les Noës é uma comuna francesa na região administrativa de Auvérnia-Ródano-Alpes, no departamento de Loire. Estende-se por uma área de 15,68 km². Em 2010 a comuna tinha 212 habitantes (densidade: 13,5 hab./km²).